# Puente Bolognesi
El puente Bolognesi es un puente situado en la ciudad de Piura, en el norte del Perú, y es uno de los principales puentes que une el distrito de Piura y el distrito de Castilla; cruzando el río Piura. Encima de él recorre la avenida Bolognesi, la cual contiene 4 carriles.

## Historia

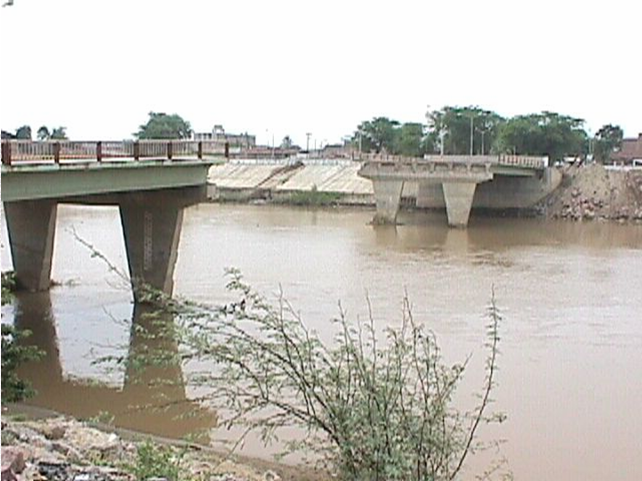
Antiguo Puente Bolognesi destruido en 1998.

El puente originalmente fue construido a finales de los años 1960, siendo inaugurado en 1967.
Durante el fenómeno del Niño de los años 1997-1998, el antiguo puente se desplomó debido al alza del caudal del río Piura, donde pasaban varios transeúntes y vehículos, causando 20 víctimas y varios desaparecidos.
Eventualmente, el puente fue reconstruido en los años 2000-2001. El nuevo puente, tipo arco atirantado, con una luz de 130 m, sin apoyos al interior del río, se apoya en 4 Caissons de más de 20 m de profundidad que se apoyan en la formación Zapayal
Se ha convertido en un hito importante en la ciudad. En la margen derecha del río, a la entrada del puente se ha colocado un monumento recordatorio de las víctimas fallecidas en el desmoronamiento del puente viejo.

## Características de la obra
Tiene una extensión de 150 m, y cuenta 4 carriles y dos 2 veredas. La arquitectura fue diseñada por C.Lotti & Associati, la ingeniería de Alfredo Bianco Geymet y el calculista, Hariton Dumitrescu. La supervisión fue realizada por el Consorcio Sondotécnica - Serconsult. La construcción del puente fue realizada por SIMA Perú y las péndolas por SAMAYCA INGENIEROS SAC.

## Galería
|                                               |
| Construcción de una de las piezas del puente. |

|                                   |
| Construcción avanzada del puente. |

|                                               |
| Vista del antiguo puente Bolognesi destruido. |

|                                                                       |
| Monumento recordatorio a las víctimas de la caída del antiguo puente. |

|                              |
| Cimentación en construcción. |

|  |
|  |